# Mozes Isaac Duparc
Maurits Izak (Mozes Isaac) Duparc (Leeuwarden, 2 april 1870 – Parijs, 29 mei 1925) was een Nederlands ambtenaar bij het Ministerie van Onderwijs, Kunsten en Wetenschappen.

## Biografie
Duparc begon in 1891 met de studie klassieke letteren aan de Universiteit van Leiden. In 1896 stapte hij over naar de studie rechten, waarin hij in 1898 promoveerde. Na zijn afstuderen trad hij in dienst als adjunct-commies bij het Ministerie van Binnenlandse Zaken. In 1919 werd hij als referendaris overgeplaatst naar het Ministerie van Onderwijs, Kunsten en Wetenschappen, waar hij kort na aantreding werd bevorderd tot administrateur. Uiteindelijk werd hij chef van de afdeling Kunsten en Wetenschappen.
In 1925 overleed Duparc tijdens een verblijf in Parijs, waar hij aanwezig was in verband met de Wereldtentoonstelling. Zijn as werd bijgezet op de begraafplaats Nieuw Eik en Duinen in Den Haag. Zijn grafmonument werd ontworpen door de architect Jan Wils.

## Onderscheidingen
- Ridder in de Kroonorde (1913)
- Commandeur in het Legioen van Eer (1922)